# Leucania nareda
Leucania nareda är en fjärilsart som beskrevs av Felder 1874. Leucania nareda ingår i släktet Leucania och familjen nattflyn. Inga underarter finns listade i Catalogue of Life.